# Gustave Guilbaud
Pour les articles homonymes, voir Guilbaud.
Gustave Guilbaud, né le 7 juin 1843 à Nantes et mort le 3 avril 1912 aux Pavillons-sous-Bois, est un sculpteur français.

## Biographie
Gustave Guilbaud naît le 7 juin 1843 à Nantes. Il est élève de Guillaume Grootaërs.
Il fait ses débuts au Salon de 1868. Il réalise en 1884 un buste en marbre blanc de Marianne
Gustave Guilbaud meurt le 3 avril 1912 aux Pavillons-sous-Bois.